# 沈西城
沈西城（英語：Shum Sai-shing，1948年—），香港作家。本名錢國輝，因從母改嫁後隨繼父姓氏，更名葉關琦，因喜歡《西城故事》而改用沈西城這個筆名。於中國上海，早年負笈東洋，熟讀日本多部名著，亦撰寫政論、雜文及推理小說等，並曾任影視編劇。
1970年代《明報》奇情小說作家，曾加入無綫電視創作組，參與劇集《名劍風流》；1990年代，任《花花公子》中文版主編、《武俠世界》總編輯、《男子漢》編輯兼出版；倪匡授權續寫新《原振俠》，1995年出版首集《魔狼》。曾為影視編劇，作品包括無綫電視劇集《京華春夢》、《紅顏》、《天龍八部》，以及電影《龍虎風雲》等:46。

## 簡歷
沈西城曾就讀私立小學端正小學北角道分校（與也斯為同班同學）。後於1960年轉讀慈幼學校，因英文水平不好而要重讀六年級。之後，他在1966年畢業於慈幼英文學校中學部。另外，他曾就讀新法書院。沈西城自稱十四、五歲便愛上到舞廳流連，是杜老誌、新加美等夜總會的常客，在1970年北角新都城酒樓開張當日認識了當時在香港文化界已頗有名氣的倪匡之後，便常以倪匡的乾弟自稱，又常把「倪大哥」三個字掛在口邊。其後沈西城更寫了《我看倪匡科幻》、《細看衛斯理科幻小說》、《妙人倪匡》等多本與倪匡有關的書籍。
1972年秋天負笈日本東京，於「國際學友會日本語學校」學習日語。他於1978年加入佳藝電視，約兩個月電視台就倒閉，在麥當傑建議下加入麗的電視，任節目策劃，再於1979年加入無綫電視創作組，首部參與劇集是《名劍風流》，期間與甘國亮、杜琪峰和王晶共事，至1982年離開。
1980年監製王天林着他寫故事大綱，他因留意到張瑛與白燕主演的電影《金粉世家》而想到改編該作品為電視劇。」結果成就了電視台的經典電視劇《京華春夢》。再之後的電視劇《輪流傳》和《天龍八部之六脈神劍》亦是他的劇本作品。沈西城於1987年編寫由周潤發及李修賢主演的電影《龍虎風雲》的劇本，並獲得當年香港電影金像獎「最佳編劇」的提名。

## 寫作生涯
沈西城四歲時南下來到香港，自小便愛讀雜誌書籍，中三那年開始投稿到《明燈日報》的「日日小說叢」專欄，自此展開了他的寫作生涯，曾是香港兩本老牌雜誌《武俠世界》及《藍皮書》的負責人，亦曾是香港作家協會理事。
沈西城的強項便是擅於模仿其他當紅作家或名著的寫作手法。沈西城於2002年1月2日香港出版的第478期《東週刊》的訪問中亦坦承：「我什麼種類的小說也曾寫過，奇情、艷情、武俠、鬼怪、偵探、推理，對我都沒有困難。寫愛情我是模仿依達，寫武俠是模仿金庸，寫科幻是模仿倪匡，至於偵探則模仿希治閣，而鬼怪小說則是把聊齋內的故事予以現代化。唏！天下文章一大抄，只看你抄得高明不高明。」
沈西城更得到倪匡的授權而續寫一系列如《原振俠》、《亞洲之鷹羅開》、《浪子高達》等當紅的倪匡作品。於利文出版社的書背作者簡介中更自稱「原振俠」、「羅開」和「浪子高達」原名是葉關琦。

## 爭議
沈西城續寫倪匡《原振俠》，所出版《新原振俠》系列第1集《魔狼》，近乎全本抄襲日本作家田中芳樹作品《夢幻都市》，沈西城僅替換角色人名，媒體向沈西城確認時，沈西城亦承認有所抄襲。
另外，其另一作品〈四大名探系列〉的【鬥智威龍】（環球出版社出版）則涉嫌抄襲日本作家西村京太郎的推理作品【無畏的名偵探】，兩書的情節如出一轍。（有可能的話，人們可把兩書逐一比較。）

## 作品

### 電影
| 年分 | 片名         | 演員                                   | 職銜       | 導演   |
| ---- | ------------ | -------------------------------------- | ---------- | ------ |
| 1983 | 鹿鼎記       | 汪禹、劉家輝、谷峰                     | 編劇       | 華山   |
| 1987 | 龍虎風雲     | 周潤發、李修賢、孫越、吳家麗、張耀揚   | 編劇、演員 | 林嶺東 |
| 1987 | 橫財三千萬   | 麥嘉、林青霞、徐小鳳、曾志偉、梁韻蕊   | 演員       | 麥嘉   |
| 1988 | 應召女郎1988 | 馮寶寶、張曼玉、陳奕詩、吳家麗、余倩雯 | 編劇       | 林德祿 |
| 1988 | 赤膽情       | 李修賢、鄭裕玲、林威、王小鳳           | 編劇       | 陳會毅 |
| 1988 | 慾燄濃情     | 張采眉、潘震偉、李殿朗、高雄           | 編劇       | 何藩   |
| 1989 | 師姐大晒     | 羅芙洛、李美鳳、錢小豪、孟海           | 故事       | 孟海   |

### 有關倪匡的書籍
- 《細看衛斯理科幻小說》：天聲出版社 - 1983年6月
- 《我看倪匡科幻》：遠景出版社—1983年10月
- 《金庸與倪匡》：利文出版社 - 1984年
- 《倪匡傳》：利文出版社- 1996年7月
- 《妙人倪匡》（《倪匡傳》再版名稱）：利文出版社 - 1998年7月
- 《香港三大才子：金庸、倪匡、蔡瀾》：利文出版社 - 2008年

### 原振俠新傳奇系列
| 原振俠新傳奇系列 | 原振俠新傳奇系列 | 原振俠新傳奇系列 | 原振俠新傳奇系列 |
| ---------------- | ---------------- | ---------------- | ---------------- |
| 1. 魔狼          | 2. 藥靈          | 3. 魅琴          | 4. 怪雨          |
| 5. 巨震          | 6. 妖氣          | 7. 邪神          | 8. 破滅          |
| 9. 復活          | 10. 轉世         | 11. 凶襲         | 12. 心戰         |
| 13. 尋寶         | 14. 非人         | 15. 鬼道         | 16. 反恐         |
| 17. 惡夢遊戲     | 18. 魔鬼瘦身     | 19. 無名戰士     | 20. 生命複本     |
| 21. 生死追擊     |                  |                  |                  |

### 亞洲之鷹新冒險歷奇系列
| 亞洲之鷹新冒險歷奇系列 | 亞洲之鷹新冒險歷奇系列 | 亞洲之鷹新冒險歷奇系列 | 亞洲之鷹新冒險歷奇系列 |
| ---------------------- | ---------------------- | ---------------------- | ---------------------- |
| 1. 迷宮                | 2. 黑嬰                | 3. 長生藥              | 4. 郵墓                |
| 5. 替身                | 6. 追兇                | 7. 銀狼                | 8. 霸主                |

### 浪子高達新浪子歷險系列
| 浪子高達新浪子歷險系列 | 浪子高達新浪子歷險系列 | 浪子高達新浪子歷險系列 | 浪子高達新浪子歷險系列 |
| ---------------------- | ---------------------- | ---------------------- | ---------------------- |
| 1. 未來帝國            | 2. 虛擬幻境            | 3. 星際歸化            | 4. 黑暗大地            |
| 5. 太陽之王            | 6. 地動天搖            | 7. 驚心動魄            | 8. 魔幻之車            |
| 9. 分車追輯令          | 10. 天龍三珠           | 11. 神奇之石           | 12. 神奇小子           |
| 13. 玫瑰之悚           | 14. 倩女儷影           | 15. 極地媚惑           | 16. 妖魔聖愛           |

## 節目嘉賓
- 2017年：無綫電視《今日VIP》
- 2020年9月5日：香港電台第二台《安哥同學會》

## 外部連結
- 西城頻道
- 沈西城的Facebook專頁
- 細看衛斯理科幻小説（全文閱讀）
- 第478期《東週刊》
- 沈西城. . 藝苑文化工作室. 1998-07. ISBN 962-8352-05-9.
- 羅開. . 風雲時代. 2003-03. ISBN 957-5698-73-8.
- 原振俠. . 風雲時代. 2004-08. ISBN 986-1460-58-6.
- 《我的日語老師》 （页面存档备份，存于），2015年11月29日蘋果日報 名采專欄